# Вила Ањедо
Вила Ањедо (итал. Villa Agnedo) је насеље у Италији у округу Тренто, региону Трентино-Јужни Тирол.
Према процени из 2011. у насељу је живело 832 становника. Насеље се налази на надморској висини од 383 м.

## Становништво
| 1936. | 1951. | 1961. | 1971. | 1981. | 1991. | 2001. | 2011. |
| ----- | ----- | ----- | ----- | ----- | ----- | ----- | ----- |
| 811   | 803   | 769   | 701   | 661   | 662   | 811   | 987   |